# Сорус

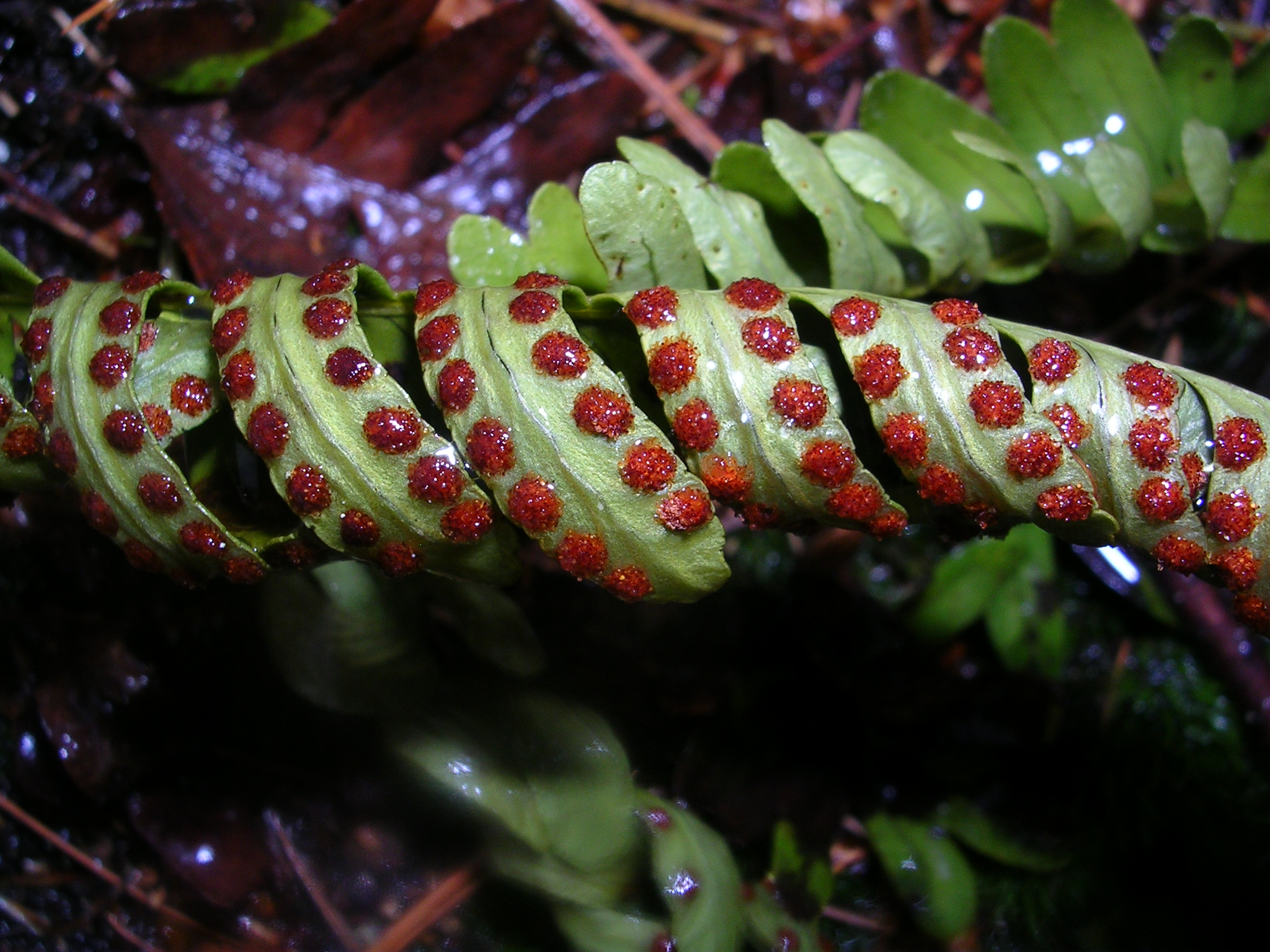
Буро-красные точки — сорусы на нижней стороне вайи папоротника

Со́рус (от др.-греч. σορός — погребальная урна) — группа расположенных скученно спор или органов бесполого размножения — спорангиев или гаметангиев на поверхности таллома у красных и бурых водорослей, на листьях у папоротниковидных, а также группа плодовых тел у низших грибов.